# NGC 2883
NGC 2883 في الفهرس العام الجديد، هي مجرة، تقع في كوكبة بيت الإبرة. اكتشفت في 7 أبريل 1837 بواسطة جون هيرشل.

## روابط خارجية
- NGC 2883 على موقع ويكي سكاي: DSS2, SDSS, GALEX, IRAS, Hydrogen α, X-Ray, Astrophoto, Sky Map, Articles and images